# دينو بيتا
دينو بيتا (بالسويدية: Dino Pita) مواليد 20 سبتمبر 1988 في فوتشا، يوغوسلافيا، هو لاعب كرة سلة سويدي. بدأ مسيرته الاحترافية في سنة 2007. يحمل الرقم 25. يبلغ طوله 6 قدم 4 بوصة (1.9 م). لعب مع سودرتاليا كينغ في الدوري السويدي لكرة السلة.

## الإنجازات
- الدوري السويدي لكرة السلة (2): 2012–13، 2015–16

## روابط خارجية
- دينو بيتا على موقع الاتحاد الدولي لكرة السلة (الإنجليزية)
- دينو بيتا على موقع كرة السلة الأوروبية.كوم (الإنجليزية)
- دينو بيتا على موقع ريلجم (الإنجليزية)
- دينو بيتا على موقع بروبوليرز (الإنجليزية)